# Frogger
Frogger är ett arkadspel utvecklat av Konami och utgivet av Sega 1981.

## Spelupplägg
Spelaren styr en groda som ska ta sig till sitt hem. Grodan måste ta sig över en väg, där spelaren måste undvika att bli överkörd av bilar, och sedan en flod, där spelaren måste gå över stockar som rör sig och undvika hinder.
Spelets namn var från början Highway Crossing Frog, men Sega ändrade det då det inte riktigt stämde med spelets upplägg.

## Konverteringar
Som många andra arkadspel från den tiden konverterades Frogger till många system för hemmabruk. 1983 konverterades spelet till MS-DOS, Apple II, Atari 2600, Atari 5200, Commodore 64, Colecovision, Intellivision, Dragon 32 och Philips G7000. 1997 konverterade tv-spelsföretaget Hasbro spelet till Microsoft Windows och Playstation. 2012 släpptes Frogger Hyper Arcade Edition till Playstation 3, Xbox 360 och Wii med nya spellägen.